# Le Mans 24-timmars 1965
Le Mans 24-timmars 1965 kördes den 19-20 juni på Circuit de la Sarthe. Det var Ferraris nionde seger i tävlingen totalt, men också den sista totalt sett, då framgångarna tog slut efter 1965 års tävling. North American Racing Team var det vinnande laget, och de hade Masten Gregory, Jochen Rindt och Ed Hugus som förare.

## Slutresultat
| Plats | Förare                               | Märke       | Varv |
| ----- | ------------------------------------ | ----------- | ---- |
| 1     | Masten Gregory Jochen Rindt Ed Hugus | Ferrari     | 348  |
| 2     | Pierre Dumay Gustave Gosseline       | Ferrari     | 343  |
| 3     | Willy Mairesse Jean Blaton           | Ferrari     | 340  |
| 4     | Herbert Linge Peter Nöcker           | Porsche     | 336  |
| 5     | Gerhard Koch Anton Fischhaber        | Porsche     | 325  |
| 6     | Dieter Spoerry Armand Boller         | Ferrari     | 324  |
| 7     | Pedro Rodríguez Nino Vaccarella      | Ferrari     | 320  |
| 8     | Jack Sears Richard Thompson          | Shelby      | 304  |
| 9     | Réfis Fraissinet Jean de Montemart   | Iso Rivolta | 303  |
| 10    | Graham Hill Jackie Stewart           | Rover-BRM   | 284  |